# 977 Philippa
977 Philippa là một tiểu hành tinh bay quanh Mặt Trời.